# Лунд-Центральний
55°42′24″ пн. ш. 13°11′11″ сх. д. / 55.7067° пн. ш. 13.1863° сх. д.
Лунд-Центральний (швед. Lunds centralstation) — провідна залізнична станція Лунда, Швеція. 
Розташована на залізничних лініях Södra stambanan та  Västkustbanan.
Щоденний пасажирообіг — 40 400 осіб (2016)
Станція сполучена залізницею з Чевлінге (Гельсінгборг, Гетеборг), Еслевом (Крістіанстад, Кальмар, Стокгольм) і Текоматорпом у північному напрямку. 
На південному напрямку — з Мальме, Істадом, Треллеборгом і Копенгагеном (у напрямку до Ніво). 
Раніше існувало пряме залізничне сполучення з Б'єрредом і Гарлесою.
Будівля вокзалу була побудована в 1850-х роках. 
Розширення у 1872 — 1875 роках було спроектовано Адольфом Вільгельмом Едельсвердом, а інше розширення 1923-1926 років було спроектовано Фольке Зеттерваллем.
Передвокзальна площа є кінцевою зупинкою Лундського трамвая.